# Sarah McCarthy-Fry
Sarah Louise McCarthy-Fry (née le 4 février 1955) est une femme politique britannique du Labour. Elle est députée de Portsmouth North de 2005 à 2010. Elle est secrétaire de l'Échiquier au Trésor lors de la dernière phase du gouvernement travailliste de Gordon Brown.

## Jeunesse
Elle est née Sarah Louise Macaree, fille d'un défenseur d'origine écossaise. Fry est le nom de famille de son premier mari, McCarthy de son second. Elle fait ses études au lycée de Portsmouth. Elle travaille pour la société multinationale d'ingénierie de défense GKN Westland à Portsmouth, et plus tard en tant que contrôleur financier pour GKN Aerospace  à Cowes, île de Wight.

## Carrière politique
McCarthy-Fry tente d'être sélectionné comme candidate travailliste pour le siège de Portsmouth North en 1997, et est plus tard directrice de campagne de Syd Rapson. Ses principaux intérêts politiques sont le commerce et l'industrie, la défense et l'économie sociale. Elle fait campagne en faveur des cartes d'identité après qu'une enquête de circonscription indique qu'une large majorité est en leur faveur, et souligne son soutien à leur introduction dans son premier discours après son élection en 2005.
En 2006, McCarthy-Fry est nommée PPS de John Healey, le secrétaire financier au Trésor. Lors du remaniement ministériel du premier ministre Gordon Brown en 2007, elle est nommée PPS de Geoff Hoon, le whip en chef. Le 5 octobre 2008, elle est promue sous-secrétaire d'État parlementaire au Département de l'enfance, des écoles et des familles en remplacement de Lord Adonis, qui est transféré de l'Éducation aux Transports. C'est une décision controversée qui suscite beaucoup de spéculations dans la presse par la suite; Adonis est considéré comme un réformateur clé de l'éducation et on suppose que le gouvernement n'a plus l'éducation comme priorité. McCarthy-Fry est transférée au ministère des Communautés et des Gouvernements locaux lors du remaniement de juin 2009.
Cependant, le 17 juin 2009, elle est nommée secrétaire de l'Échiquier au Trésor, remplaçant Kitty Ussher après la démission de cette dernière . Elle n'exerce qu'une semaine au ministère des Communautés et des Gouvernements locaux.
Aux élections législatives du 6 mai 2010, McCarthy-Fry perd son siège face à la candidate conservatrice Penny Mordaunt. Avec Anne Snelgrove, elle coordonne la campagne d'Ed Balls lors des élections à la direction du parti travailliste qui ont suivi.

## Vie privée
McCarthy-Fry épouse son deuxième mari Tony McCarthy en 1997; le couple a quatre grands enfants.